# Acordos de Abraão
Os Acordos de Abraão ou Pacto Abraâmico são acordos bilaterais sobre a normalização árabe-israelense assinados entre Israel e os Emirados Árabes Unidos e Barém em 15 de setembro de 2020. Mediado pelos Estados Unidos, o anúncio inicial de 13 de agosto de 2020 dizia respeito apenas a Israel e aos Emirados Árabes Unidos antes do anúncio de um acordo de acompanhamento entre Israel e Barém em 11 de setembro de 2020. Em 15 de setembro de 2020, a cerimônia oficial de assinatura da primeira iteração dos Acordos de Abraão foi organizada pela administração Trump na Casa Branca. Como parte dos acordos duplos, tanto os Emirados Árabes Unidos como o Barém reconheceram a soberania de Israel, permitindo o estabelecimento de relações diplomáticas plenas. O acordo inicial de Israel com os Emirados Árabes Unidos marcou a primeira vez que Israel estabeleceu relações diplomáticas com um país árabe desde 1994, quando o tratado de paz Israel-Jordânia entrou em vigor. Os Acordos de Abraão foram assinados pelo ministro das Relações Exteriores do Bahrein, Abdullatif bin Rashid Al-Zayani, e pelo ministro das Relações Exteriores dos Emirados, Abdullah bin Zayed Al-Nahyan, vis-à-vis o primeiro-ministro israelense, Benjamin Netanyahu, tendo o presidente americano Donald Trump como testemunha. Eles foram negociados pelo genro e conselheiro sênior de Trump, Jared Kushner, e pelo assistente de Kushner, Avi Berkowitz.
Os títulos oficiais dos documentos longos dos acordos separados para os Emirados Árabes Unidos e Barém foram, respectivamente: Abraham Accords Peace Agreement: Treaty of Peace, Diplomatic Relations and Full Normalization Between the United Arab Emirates and the State of Israel e Abraham Accords: Declaration of Peace, Cooperation, and Constructive Diplomatic and Friendly Relations. O nome dos Acordos de Abraão está enraizado na crença comum das religiões abraâmicas - particularmente o judaísmo, o cristianismo e o islamismo - a respeito do papel de Abraão como patriarca espiritual.
Em dezembro de 2020, foi assinado o acordo de normalização Israel-Marrocos. Em troca do reconhecimento da soberania israelense por Marrocos, os Estados Unidos reconheceram a soberania marroquina sobre o Saara Ocidental. Em 6 de janeiro de 2021, na sequência do acordo de normalização Israel-Sudão (assinado em outubro de 2020), o governo do Sudão assinou a "Declaração dos Acordos de Abraão" em Cartum, testemunhada pelo secretário do Tesouro americano, Steven Mnuchin. Embora o processo de normalização total esteja em curso, os Estados Unidos incentivaram o acordo ao concordarem em abolir o estatuto do Sudão como estado patrocinador de terrorismo, ao mesmo tempo que concederam um empréstimo de US$ 1,2 bilhão para ajudar o governo sudanês a saldar as dívidas do país ao Banco Mundial. Embora o Sudão tenha assinado a secção declarativa do acordo, não assinou o documento correspondente com Israel, ao contrário dos Emirados Árabes Unidos e do Barém. Desde fevereiro de 2023 estão em curso negociações com o governo sudanês sobre a normalização total com Israel.

## Contexto
Em 28 de janeiro de 2020, a administração Trump revelou a sua proposta de paz israelo-palestiniana numa cerimónia na Casa Branca. Uma componente do plano previa a aplicação da lei israelita ou a anexação de cerca de 30% da Cisjordânia. Em 12 de junho de 2020, o embaixador dos Emirados nos EUA, Yousef Al-Otaiba, escreveu um artigo de opinião em um esforço para impedir a anexação planejada do território da Cisjordânia por Israel. O artigo de opinião de Otaiba foi dirigido ao público israelense e publicado na primeira página do Yedioth Ahronoth. A Casa Branca também tinha reservas sobre a anexação, que Berkowitz discutiu com o primeiro-ministro israelense Benjamin Netanyahu em reuniões em Israel durante três dias no final de junho de 2020. Berkowitz propôs nas reuniões uma alternativa à anexação: a normalização com os Emirados Árabes Unidos.
Em 2 de julho de 2020, Otaiba reuniu-se com Berkowitz para discutir um plano alternativo à anexação. Juntamente com uma oposição mútua ao Irão, as preocupações detalhadas no artigo de opinião de Otaiba e no planeamento com Kushner e Berkowitz ajudaram a trazer as partes interessadas à mesa de negociações para identificar uma solução alternativa que acabou por resultar num acordo de normalização alcançado em Agosto de 2020. Como resultado do acordo, a anexação foi adiada. Horas depois do anúncio, em 13 de agosto, dos acordos de normalização mediados pelos EUA entre Israel e os Emirados Árabes Unidos, altos funcionários do Barém ligaram para o conselheiro sênior do presidente Trump, Jared Kushner, e para seu assistente, Avi Berkowitz, com uma mensagem: "Queremos ser os próximos".
Nos 29 dias seguintes, Kushner e Berkowitz negociaram e viajaram para o Barém antes de fechar o acordo em 11 de setembro de 2020, numa ligação entre Trump, Netanyahu e o rei do Barém. Todos os três países comprometeram-se oficialmente com os acordos em 15 de setembro de 2020, com a assinatura dos Acordos de Abraão no Gramado Sul da Casa Branca.
Em 23 de outubro de 2020, Israel e o Sudão concordaram em normalizar as relações, tornando o Sudão o terceiro país árabe a pôr fim às hostilidades em dois meses. O acordo foi negociado do lado dos EUA pelo conselheiro sênior de Trump, Jared Kushner, pelo enviado para o Oriente Médio Avi Berkowitz, pelo conselheiro de segurança nacional Robert O'Brien, pelo secretário de Estado Mike Pompeo e pelo oficial de segurança nacional Miguel Correa.
Em 10 de dezembro de 2020, o Presidente Trump anunciou que Israel e o Reino de Marrocos concordaram em estabelecer relações diplomáticas plenas. O acordo foi negociado pelo conselheiro sênior de Trump, Jared Kushner, e pelo enviado para o Oriente Médio, Avi Berkowitz, e marcou o quarto acordo de normalização de Kushner e Berkowitz em poucos meses. Como componente do acordo, os Estados Unidos concordaram em reconhecer a soberania marroquina sobre o Saara Ocidental.
Em 1 de março de 2021, o ex-secretário de Estado dos EUA, Mike Pompeo, atribuiu à Conferência de Varsóvia de 2019 o avanço que abriu o caminho. Um dos objectivos da conferência de dois dias era centrar-se na luta contra o Irão, embora a nação anfitriã tenha tentado minimizar esse tema e a declaração final polaco-americana não mencionasse o Irão.
Entre os representantes das 70 nações presentes estavam vários funcionários árabes, criando a primeira situação desde a Conferência de Paz de Madrid em 1991, onde um líder israelita e altos funcionários árabes estiveram todos presentes na mesma conferência internacional focada no Médio Oriente. A Conferência de Madrid da época preparou o terreno para os Acordos de Oslo. Entre aqueles com quem o primeiro-ministro israelita, Benjamin Netanyahu, se reuniu estava o ministro dos Negócios Estrangeiros de Omã, Yusuf bin Alawi bin Abdullah – cujo país visitou em Outubro de 2018. Dois dias depois da visita de Netanyahu na altura, Bin Alawi sugeriu, durante uma conferência no Barém, que era altura de Israel ser tratado como os outros estados do Médio Oriente, e os responsáveis do Barém e da Arábia Saudita não discordaram.

## Documentos

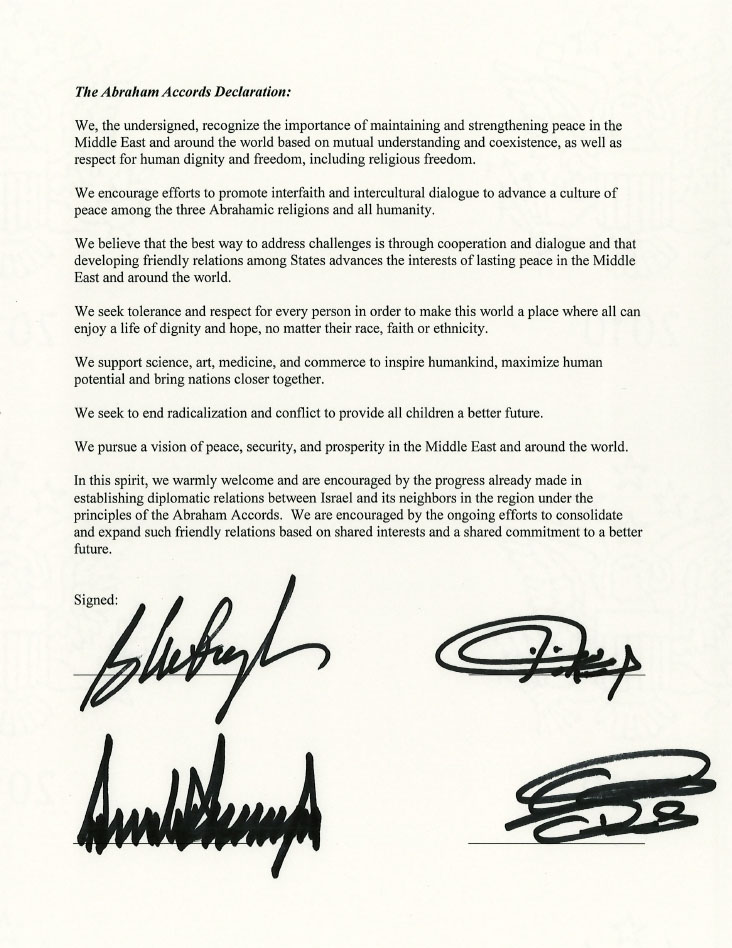
Declaração dos Acordos de Abraão

Os documentos relacionados aos Acordos de Abraão são os seguintes:
| Nome                                 | Nome oficial | Data                   | Signatários                                                        | Texto completo |
| ------------------------------------ | --- | ---------------------- | ------------------------------------------------------------------ | -------------- |
| Declaração                           | A Declaração dos Acordos de Abraão | 15 Setembro 2020       | Estados Unidos, Israel, Unidos árabe Emirados, Barém               | [ 26 ]         |
| Acordo Israel-Emirados Árabes Unidos | Acordo de Paz de Abraão: Tratado de Paz, Relações Diplomáticas e Normalização Total entre os Emirados Árabes Unidos e o Estado de Israel | 15 de setembro de 2020 | Israel, Unidos árabe Emirados, Estados Unidos Estados (testemunha) | [ 27 ]         |
| Acordo Barém-Israel                  | Acordos de Abraão: Declaração de Paz, Cooperação e Relações Diplomáticas e Amigáveis Construtivas                                        | 15 de setembro de 2020 | Barém, Israel, Unidos Estados (testemunha)                         | [ 28 ]         |

## Consequências
Na assinatura, o presidente dos EUA, Donald Trump, disse que cinco nações poderiam ser incluídas no acordo em breve, incluindo a Arábia Saudita, embora os analistas acreditassem que o Sudão e Omã eram candidatos mais prováveis no curto prazo. Em 23 de setembro de 2020, a Embaixadora dos EUA nas Nações Unidas, Kelly Craft, disse que um novo país reconheceria Israel "nos próximos um ou dois dias".
Em 2 de fevereiro de 2021, o porta-voz do Departamento de Estado, Ned Price, disse que “os Estados Unidos continuarão a instar outros países a normalizarem as relações com Israel”, e que a normalização "não é um substituto para a paz israelo-palestiniana... Esperamos que Israel e outros países da região se unam num esforço comum para construir pontes e... contribuir para um progresso tangível rumo ao objectivo de avançar num acordo de paz entre israelenses e palestinos."
Em 26 de Março de 2021, um grupo de 18 senadores dos EUA apresentou um projecto de lei para ajudar o Departamento de Estado a desenvolver uma estratégia apropriada “para fortalecer e expandir os Acordos de Abraão e outros acordos de normalização relacionados com Israel”.
De acordo com a The Jewish Press, em 1 de abril de 2021, um repórter pediu que o porta-voz do Departamento de Estado, Ned Price, usasse o nome Acordos de Abraão, que recusou-se a fazê-lo e preferiu repetidamente usar o termo “acordos de normalização”. De acordo com o relatório da Axios de 10 de março de 2021, "A administração Biden quer continuar um processo que começou sob Trump, garantindo ao mesmo tempo conquistas próprias através de novos acordos" e "também não está entusiasmada com o nome de Trump para os acordos: os “Acordos de Abraão”. A Casa Branca e o Departamento de Estado preferem discutir “o processo de normalização”.
Um artigo de 2021 que analisa a normalização EAU-Israel argumenta que esta resulta de pressões a nível interno e sistémico, mas a dinâmica em jogo no complexo de segurança regional do Médio Oriente são, em última análise, factores mais importantes para explicar a normalização.

### Sudão
Em 26 de setembro de 2020, o primeiro-ministro sudanês Abdalla Hamdok disse que o Sudão não queria vincular a sua remoção da lista de terrorismo dos EUA à normalização das relações com Israel, conforme solicitado pelos EUA.
Em 23 de Outubro de 2020, o Sudão concordou formalmente em normalizar os laços com Israel e juntar-se ao realinhamento diplomático mais amplo no Médio Oriente num acordo negociado a partir da Sala Oval pelos Estados Unidos e pelo Presidente Trump. Os líderes de Israel e do Sudão concordaram originalmente em avançar para a normalização após uma reunião em Fevereiro de 2020 no Uganda e aceleraram um acordo após anúncios de normalização entre Israel e os EAU. O primeiro-ministro israelense, Benjamin Netanyahu, afirmou: "Esta é uma nova era. Uma era de verdadeira paz. Uma paz que está se expandindo com outros países árabes - três deles nas últimas semanas". Os Estados Unidos concordaram em retirar o Sudão da lista de Estados Patrocinadores de Terrorismo, levantando as sanções económicas coincidentes e concordaram em avançar nas discussões sobre o perdão da dívida. Negando qualquer irregularidade, o Sudão concordou em pagar 335 milhões de dólares americanos em compensação às vítimas americanas do terrorismo. Num tweet da sua conta oficial no Twitter, o primeiro-ministro sudanês, Abdulla Hamdok, agradeceu a Trump por assinar a ordem executiva que remove o seu país da lista de estados patrocinadores do terrorismo, mas não mencionou o acordo com Israel.
Em Janeiro de 2021, o Sudão assinou a declaração, com os EUA cumprindo a promessa de retirar o país da lista de países que apoiam o terrorismo e reafirmando um compromisso anterior de fornecer um empréstimo-ponte para liquidar os atrasados do país ao Banco Mundial e aceder a mil milhões de dólares em financiamento anual. Em 6 de abril de 2021, o Gabinete do Sudão aprovou legislação que revoga uma lei de 1958 que proibia relações diplomáticas e comerciais com Israel.

### Marrocos
Em dezembro de 2020, Israel e Marrocos concordaram em normalizar as suas relações no acordo de normalização Israel-Marrocos, com os Estados Unidos reconhecendo a reivindicação de Marrocos sobre o Sahara Ocidental. O acordo foi posteriormente citado pela Argélia como uma das razões para o corte unilateral das relações com Marrocos.
Em 24 de novembro de 2021, o ministro da Defesa israelense, Benny Gantz, assinou um acordo conjunto de entendimentos de segurança com o ministro da defesa marroquino Abdellatif Loudiyi. Esta é a primeira vez que Israel assina abertamente um acordo deste tipo com um Estado árabe. O acordo formalizou os laços de defesa entre os dois países, permitindo uma cooperação mais harmoniosa entre os seus estabelecimentos de defesa.

### Omã
O Omã adiou a decisão de normalizar os laços com Israel até depois das eleições presidenciais dos EUA, que aconteceram em 3 de novembro de 2020. Em 11 de fevereiro de 2021, o Ministro das Relações Exteriores, Badr al-Busaidi, disse: “No que diz respeito a Israel, estamos satisfeitos até agora com o nível das nossas relações e diálogo atuais, que envolvem os canais de comunicação apropriados", acrescentando que o Omã estava "comprometido com a paz entre Israel e os palestinos com base em uma solução de dois estados."

### Barém
Após a assinatura dos Acordos de Abraão, o Barém nomeou Khaled Yousif Al-Jalahma como o primeiro embaixador baremita em Israel em 30 de março de 2021.

### Jordânia
Em novembro de 2021, Israel, os Emirados Árabes Unidos e a Jordânia assinaram uma carta de intenções para a exportação anual de 600 MW de eletricidade para Israel, produzida por parques solares na Jordânia que seriam construídos pela Masdar, de propriedade do governo dos Emirados Árabes Unidos, enquanto a Jordânia receberia 200 milhões de metros cúbicos de água dessalinizada produzida por Israel a cada ano. O programa foi desenvolvido em uma série de conversações secretas desde setembro de 2021, e um memorando de entendimento renovado foi assinado em novembro de 2022.

## Expansão para estados de maioria muçulmana não árabes
A partir de 7 de março de 2023, o Primeiro-Ministro Netanyahu e o Ministro dos Negócios Estrangeiros Eli Cohen estão em conversações com os americanos para expandir os Acordos de Abraão com a Indonésia, o Níger, a Mauritânia e a Somália.
Em Junho de 2023, o Secretário de Estado dos EUA, Antony Blinken, alertou Israel que as crescentes tensões com os palestinianos, nomeadamente através do avanço da actividade de colonatos, ameaçavam a expansão dos acordos de normalização com as nações árabes, especialmente a Arábia Saudita. Falando ao lado de Blinken no início de Junho, o Ministro dos Negócios Estrangeiros saudita afirmou que "sem encontrar um caminho para a paz para o povo palestiniano... qualquer normalização terá benefícios limitados".

## Impacto econômico
Embora Israel e os Emirados Árabes Unidos mantivessem há muito tempo o reconhecimento de facto em áreas de negócios, incluindo o comércio de diamantes, e indústrias de alta tecnologia, incluindo inteligência artificial e defesa, o acordo abriu a porta para uma gama muito mais ampla de de cooperação económica, incluindo investimentos formais. Em novembro de 2021, OurCrowd Arabia tornou-se a primeira empresa israelense de capital de risco a receber uma licença do Mercado Global de Abu Dhabi (ADGM), e em novembro de 2022, OurCrowd lançou Integrated Data Intelligence Ltd. negócio, em Abu Dhabi como parte de um investimento conjunto de US$ 60 milhões com o Escritório de Investimentos de Abu Dhabi. Juntamente com OurCrowd, em novembro de 2022, a empresa fintech Liquidity Group abriu um escritório como parte de um programa de incentivo governamental de US$ 545 milhões.
Uma série de empresas jurídicas israelenses e dos Emirados Árabes Unidos, incluindo escritórios de advocacia e prestadores de serviços de saúde, anunciaram colaborações. A Lishot, uma empresa israelense de testes de qualidade da água, foi uma das primeiras empresas israelenses a fazer entregas diretas para Dubai. Vários restaurantes kosher foram abertos nos Emirados Árabes Unidos para atender visitantes judeus. O Escritório de Investimentos de Abu Dhabi abriu sua primeira filial no exterior em Israel. Empresas e indivíduos dos Emirados Árabes Unidos começaram a adquirir participações em ativos israelenses, como o time de futebol Beitar Jerusalem, Haifa Port Company, e Israir Airlines.
De acordo com o Ministério da Defesa de Israel, o valor das exportações de defesa israelitas para países com os quais normalizou relações em 2020 atingiu 791 milhões de dólares.

## Fundo Abraão
O Fundo Abraão era um programa patrocinado pelo governo dos EUA que deveria arrecadar 3 mil milhões de dólares para impulsionar o comércio e a agricultura na região, facilitar o acesso à água potável e à electricidade a preços acessíveis e "permitir projectos de infra-estruturas estratégicas". O Fundo seria supervisionado pela Corporação Financeira de Desenvolvimento Internacional dos EUA e pelo então CEO Adam Boehler. Os seus primeiros projectos foram a melhoria dos postos de controlo entre Israel e os territórios palestinianos e a construção de um gasoduto entre o Mar Vermelho e o Mediterrâneo. Apesar das numerosas visitas de Kushner e do Secretário do Tesouro dos EUA, Steven Mnuchin, aos governantes da região nos últimos meses da presidência de Trump, o fundo nunca recebeu qualquer dinheiro e nenhum projecto foi iniciado. Após a transição para a administração Biden e a demissão do gestor nomeado do Fundo, Aryeh Lightstone, o futuro do Fundo passou a ser questionado.

## Impacto ambiental
Em 14 de agosto de 2021, a Associated Press informou que um acordo petrolífero secreto entre Israel e os Emirados Árabes Unidos firmado em 2020 como parte dos Acordos de Abraão transformou a cidade turística israelense de Eilat em um ponto de passagem para o petróleo dos Emirados rumo aos mercados ocidentais. Esperava-se que colocasse em perigo os recifes do Mar Vermelho, que abrigam uma das maiores diversidades de corais do planeta. Como a Jordânia, o Egipto e a Arábia Saudita também partilham as águas do golfo, é provável que um desastre ecológico tenha impacto nos seus ecossistemas.

## Esforços colaborativos
Em meados de Dezembro de 2020, uma delegação dos EAU e do Barém visitou Israel, os Montes Golã ocupados e Jerusalém com o objectivo de intercâmbio cultural como parte do processo de normalização. As delegações mantiveram uma reunião com o presidente de Israel, Reuven Rivlin. Em janeiro de 2021, um evento colaborativo foi organizado pelo Tel Aviv International Salon, Sharaka e OurCrowd para alcançar o 'negócio de paz' entre os países do Golfo Pérsico e o estado de Israel.
De 23 a 25 de março de 2021, um evento hackathon virtual foi organizado por Israel-is, que reuniu participantes dos Emirados Árabes Unidos, Barém e Marrocos, bem como de Israel. Depois, em 27 de março de 2021, foi organizado um evento para comemorar o Dia Internacional em Memória do Holocausto, que contou novamente com a participação dos Emirados Árabes Unidos, Barém e Marrocos, bem como da Arábia Saudita.
Março de 2021 também viu as seleções nacionais de rugby de Israel e dos Emirados Árabes Unidos jogarem sua primeira partida, em homenagem aos Acordos de Abraão. Em junho de 2021, influenciadores dos Emirados Árabes Unidos, Barém, Marrocos e Egito visitaram Magen David Adom, o serviço de ambulância de Israel, focado no "trabalho de salvar vidas e sua experiência tecnológica" de Magen David Adom. A visita foi filmada para "Finding Abraham", filme que estreou na ONU no aniversário da assinatura dos Acordos de Abraão em setembro de 2021.